# Список умерших в 657 году

## Март
- 28 марта — Увайс аль-Карани — йеменский мусульманин, шахид и табиин.

## Июнь
- 2 июня — Евгений I — Папа Римский (654—657).

## Июль
- 22 июля — Аммар ибн Ясир — один из сподвижников пророка Мухаммеда.

## Октябрь
- 31 октября — Хлодвиг II — король Нейстрии и Бургундии (639—657) из династии Меровингов.

## Дата смерти неизвестна или требует уточнения
- Аннемунд Лионский — епископ Лиона (645—658), святой.
- Бургондофара, католическая святая, игумения из Фармутье.
- Салман аль-Фариси — один из наиболее известных сподвижников пророка Мухаммеда; первый перс, принявший ислам.
- Талоркан I — король пиктов (653—657).
- Ультан из Ардбраккана — святой игумен-епископ из Ардбраккана, также известны как Ультан-писец.
- Хашим ибн Утба, сподвижник пророка Мухаммеда.
- Хию Тадкастерская — настоятельница монастыря в городе Тадкастер, Англия.